# Leh
Leh – miasto w północnych Indiach, w terytorium związkowym Ladakh (do 2019 w stanie Dżammu i Kaszmir), położone na południe od gór Karakorum, w krainie Ladakh, zaliczanej do Himalajów Wysokich, nad rzeką Indus. Stolica dawniej niezależnego Królestwa Ladakhu, obecnie znajdującego się w większości na terytorium Indii (mała część Ladakhu leży po stronie Chin). Około 27 tysięcy mieszkańców, 43,85% z nich stanowią buddyści, 35,37% hinduiści, a 15,14% muzułmanie.
Temperatura w Leh waha się od −28 °C zimą do 33 °C latem.
Pierwsze połączenia lotnicze z Leh zostało uruchomiono w 1979 r. Między czerwcem a wrześniem można dotrzeć do Leh drogą lądową: 434 kilometrową drogą ze Śrinagaru w Kaszmirze, albo 473 kilometrową z Manali w Himachal Pradesh.

## Architektura
Nad miastem górują ruiny królewskiego pałacu, przypominającego Potalę w stolicy Tybetu – Lhasie. Został on zbudowany przez króla Sengge Namgyala w XVII wieku. W połowie XIX wieku został zniszczony przez kaszmirskie wojsko. Obecnie trwają prace konserwatorskie mające na celu przywróceniu mu dawnej świetności.
Interesującą budowlą w Leh jest sunnicki meczet zbudowany w 1661 roku, po przymierzu z muzułmanami mającemu na celu przeciwstawieniu się dominacji Tybetu w tym regionie, za czasów V Dalajlamy. Meczet stanowi ciekawą mieszankę architektury tybetańskiej i islamskiej. Może pomieścić do 500 osób.

## Gospodarka
Niegdyś Leh był ważnym miejscem, gdzie krzyżowały się drogi kupców z Kaszmiru, Tybetu i Indii. Obecnie główny dochód Ladakhu to turystyka, szczególnie w okresie letnim.